# 上蒂埃拉斯區

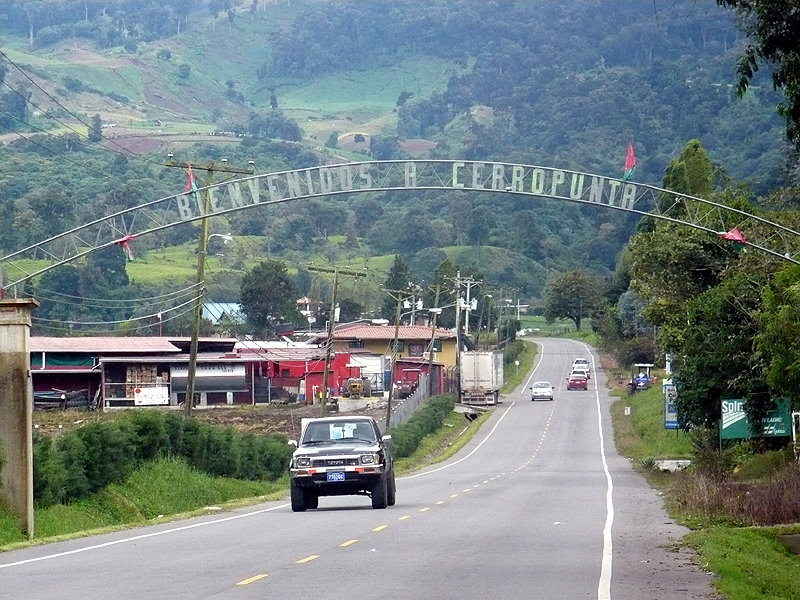

上蒂埃拉斯區（西班牙語：Distrito de Tierras Altas），是巴拿馬的一個行政區，位於該國西部，由奇里基省負責管轄，在2013年9月13日建立，自布加瓦區分出，該地區氣候宜人。